# أنتوني ميشيل
أنتوني ميشيل (بالإنجليزية: Anthony Michell)‏ هو مهندس أسترالي، ولد في 21 يونيو 1870 في إزلنغتون في المملكة المتحدة، وتوفي في 17 فبراير 1959.